# The Institute
The Institute es una película de suspenso y terror estadounidense de 2017 codirigida por Pamela Romanowsky y James Franco. Está basada en una historia real sobre el tratamiento que recibió una niña en el Instituto Rosewood en Owings Mills, Maryland, y está protagonizada por Franco, Allie Gallerani, Tim Blake Nelson y Lori Singer. La película se estrenó el 3 de marzo de 2017.

## Sinopsis
Baltimore, 1893: la joven Isabel Porter ingresa en el Instituto Rosewood tras la muerte repentina de sus padres y es sometida a experimentos extremos de lavado de cerebro y control mental por parte del insidioso Dr. Cairn.

## Reparto
- James Franco como Dr. Cairn
- Allie Gallerani como Isabel Porter
- Tim Blake Nelson como Dr. Lemelle
- Lori Singer como Madame Werner
- Pamela Anderson como Ann Williams
- Josh Duhamel como Detective
- Eric Roberts como Dr. Torrington
- Melissa Bolona como Trudy
- Scott Haze como Gunther
- Topher Grace como Vincent
- Gabrielle Haugh como Allison

## Recepción
En el agregador de reseñas Rotten Tomatoes, la película tiene una puntuación de 0% basada en las reseñas de 5 críticos, con una calificación promedio de 2.50/10.